# قائمة الخطوط الزمنية

## علوم
- جدول زمني كوني
- جدول زمني للانفجار العظيم
- جدول زمني للتطور
- جدول زمني لتطور الإنسان

## فلسفة
- جدول زمني للفلاسفة الغربيين
- جدول زمني للفلاسفة المشرقيين
- جدول زمني للفلاسفة العالميين

## تاريخ
- جدول زمني بأهم الحوادث السياسية في التاريخ الإسلامي

قوائم:
استعراض المقالات الرئيسية •
تخصصات أكاديمية •
مسارد •
مواضيع •
قوائم •
قوائم مختارة •
دول •
قوائم المواضيع •
بوابات
(قرون •
2025 •
أحداث تاريخية (اليوم) •
أحداث جارية)
فهارس:
أبجدي •
تصنيفات رئيسية
محتويات مميزة:
محتويات متميزة
(مقالات مختارة •
مقالات جيدة •
بوابات مختارة •
مواضيع مختارة •
صور مختارة •
قوائم مختارة )